# Henri Oreiller
Henri Oreiller (n. 5 decembrie 1925, Paris, Île-de-France, Franța – d. 7 octombrie 1962, Paris, Région parisienne, Franța) a fost un schior alpin ce a reprezentat Franța, medaliat olimpic. A participat la o ediție a Jocurilor Olimpice (1948) în care a câștigat două medalii de aur și o medalie de bronz.